# Wasserpumpenzange

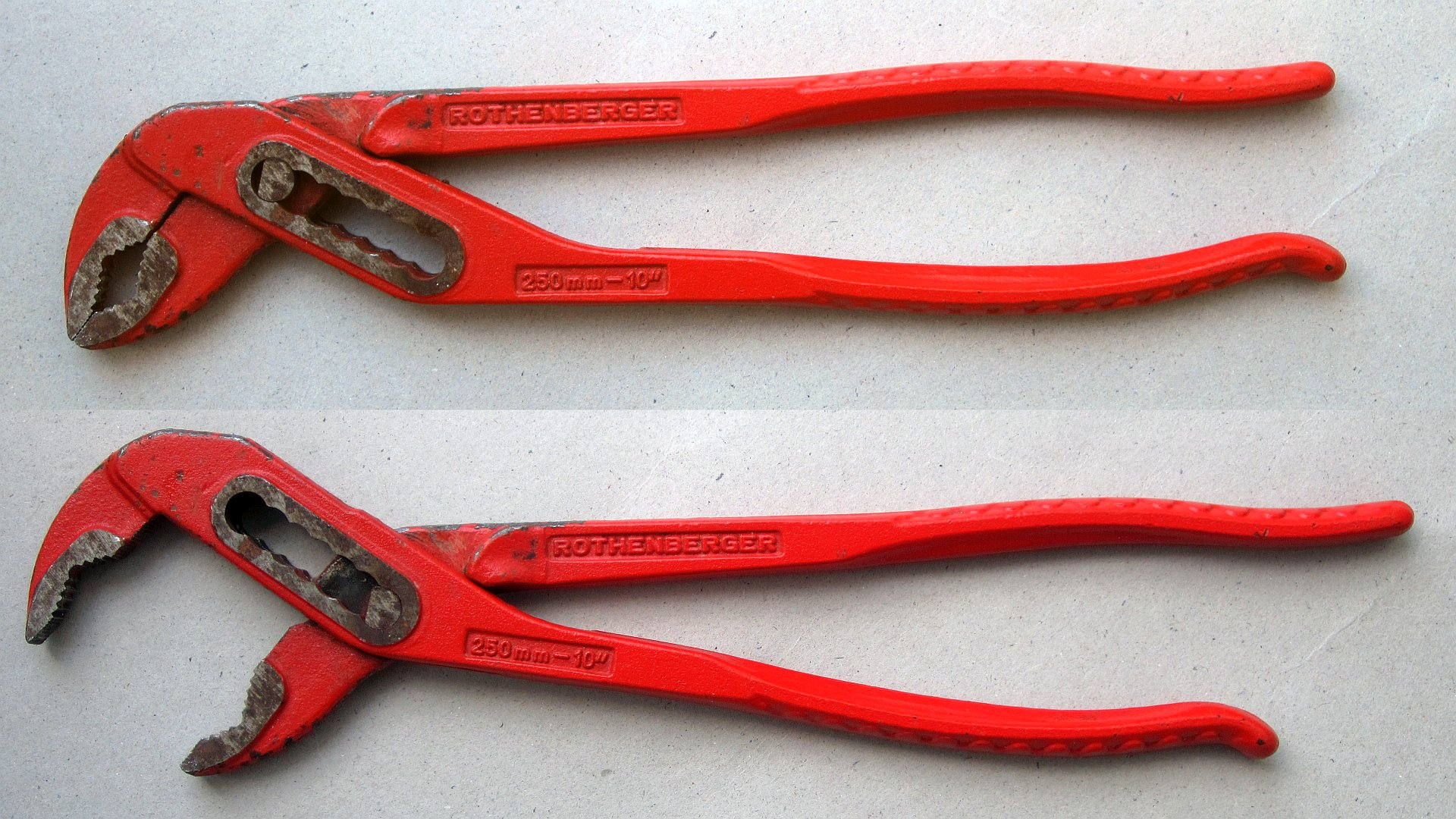
Wasserpumpenzange, 250 mm

Eine Wasserpumpenzange ist eine Greifzange mit verstellbarem Gleitgelenk, so dass sich unterschiedlich große Öffnungsweiten des Mauls zum Greifen unterschiedlich großer Werkstücke einstellen lassen. Die Greifbacken sind in der Regel verzahnt. Die Wasserpumpenzange ist von der Rohrzange, mit der sie gerne verwechselt wird, zu unterscheiden.
Wasserpumpenzangen werden vor allem zum Greifen von Rohren, Muffen und Schrauben/Muttern verschiedener Arten, aber auch von Flachmaterial usw. verwendet. 
Ihr deutscher Name rührt daher, dass sie ursprünglich zum Anziehen der Stopfbuchsen an Wasserpumpen in Kraftfahrzeugen verwendet wurden. Eine andere Erklärung ist, dass die Zange eine Arbeitsweise gestattet, die dem Bewegungsablauf einer Handwasserpumpe ähnlich ist. Im Englischen sind sie als 'Tongue-and-groove pliers' bekannt. Durch ihre universelle Anwendbarkeit bei recht einfachem Aufbau gehören sie zu den verbreitetsten Zangentypen überhaupt. Die gängigste Größe ist etwa 250 mm.

## Entwicklung
Die Entwicklung bei Wasserpumpenzangen ist bis heute in Bewegung. Insbesondere die Gestaltung der Verbindung der beiden Zangenschenkel und damit auch die Art der Öffnungsweiten-Verstellung findet immer wieder neue Ausprägungen:
- Zunächst herrschten überwiegend Wasserpumpenzangen mit einem aufgelegten und geschraubten Gelenk vor.
- Eine aus den USA stammende Verbesserung der Stabilität der Verbindung und der Sicherheit gegen unbeabsichtigte Verstellung war die Wasserpumpenzange mit Rillengelenk (ab den 1930er Jahren). Hier greifen ein oder mehrere Stege alternativ in mehrere Rillen ein.
- Von Europa aus hat sich seit den 1950er Jahren das durchgesteckte Gelenk erfolgreich verbreitet. Hier wird ein Schenkel durch einen Schlitz im anderen Schenkel durchgesteckt – er wird zwecks hoher Stabilität zweiseitig gefasst.
- Vor allem durchgesteckte Wasserpumpenzangen gibt es heute auch häufig mit Druckknopfverstellung.
- Ausgehend von einem zunächst in den USA erfolgreichen Modell erfreuen sich auch Zangen mit Selbsteinstellungsfunktion zunehmend großer Beliebtheit.

## Zangenschlüssel

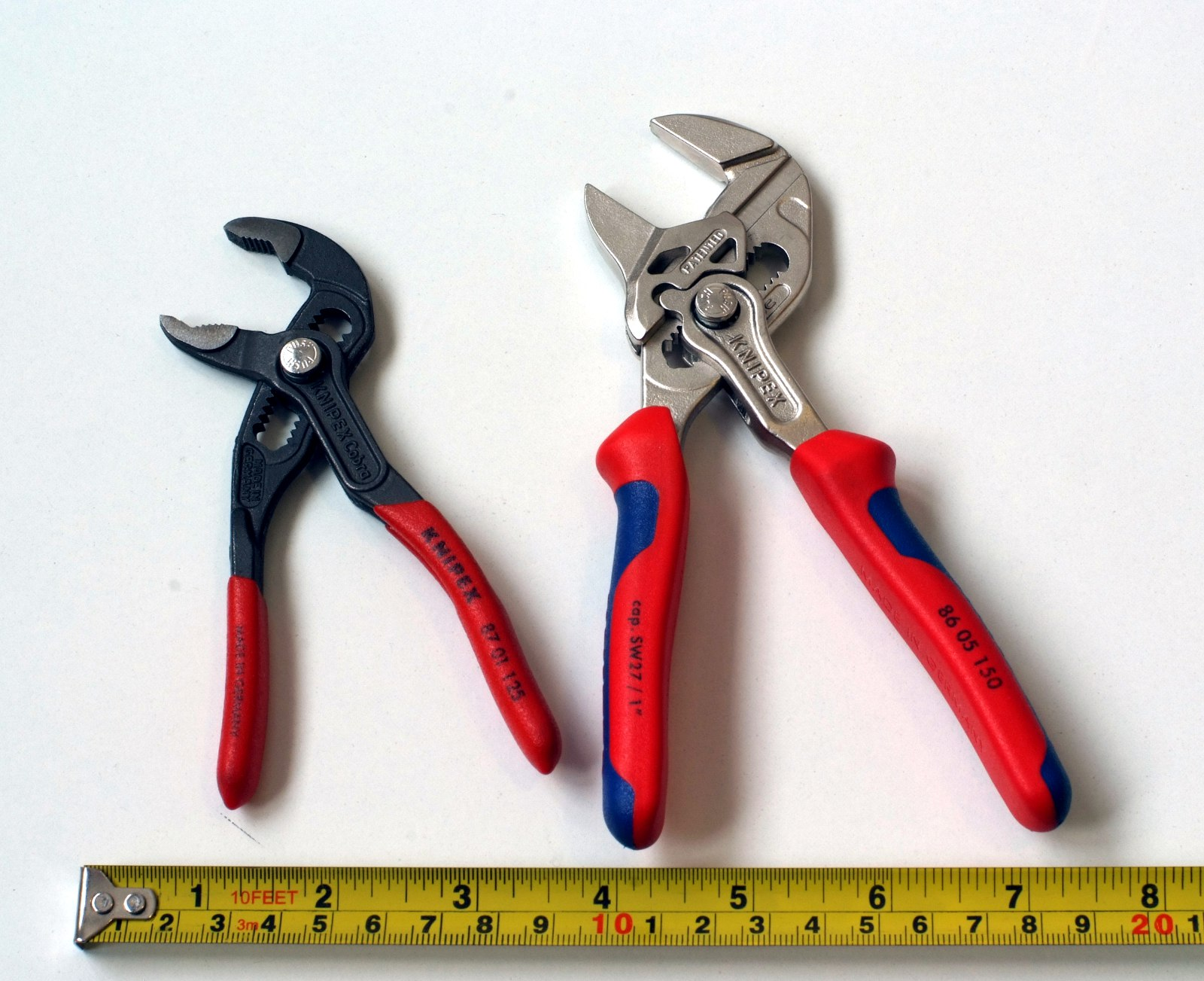
Mini-Wasserpumpenzange und Mini-Zangenschlüssel

Eine Abwandlung der Wasserpumpenzange ist der Zangenschlüssel – mit glatten, in jeder Einstellposition parallel zueinander stehenden Backenflächen – zum spielfreien und somit schonenden Greifen von Mehrkant-Schraubenköpfen und Muttern verschiedener Größe.